# Glinus setiflorus
Glinus setiflorus är en kransörtsväxtart som beskrevs av Peter Forsskål. Glinus setiflorus ingår i släktet Glinus och familjen kransörtsväxter. Inga underarter finns listade i Catalogue of Life.